# 汀江
汀江（ていこう、ティンチャン）は、中華人民共和国の河川。福建省長汀県北東部の省境に連なる杉嶺山脈（武夷山脈の南部）中の大悲山を発源し、南流した後広東省大埔県の三河壩で韓江に流入している。閩江、九龍江にわずかに及ばないが、福建省第三の河川である。

## 地理
流域は北東から南西に走る山地が連なり、その標高は1000m前後で、多くの山峰は1000m以上である。山地を形成する岩石は石英岩・石英砂岩・千枚岩・花崗岩などである。山間には盆地・谷地・浅瀬が次々に並列しているが、これは汀江流域の地形の著しい特徴の一つである。
汀江は難所がきわめて多く、長汀から上杭の間には硬い石英砂岩などの露出する区間がある。本流がうがって作った龍汀峡・相洪峡などの狭い谷地には多くの浅瀬があり、水流が急である。
水資源は豊富で、発電に利用できる。黄潭・磯頭などの発電所はすでに完成し、現在さらに大きな汀江水力発電所の建設が計画されている。

## 水運
中華人民共和国成立後、汀江の治水工事が行われた。暗礁や危険な岩は爆破され、上杭から上流の廻龍に至る50kmは、すでに汽船が遡行できるようになっている。